# 上磯駅

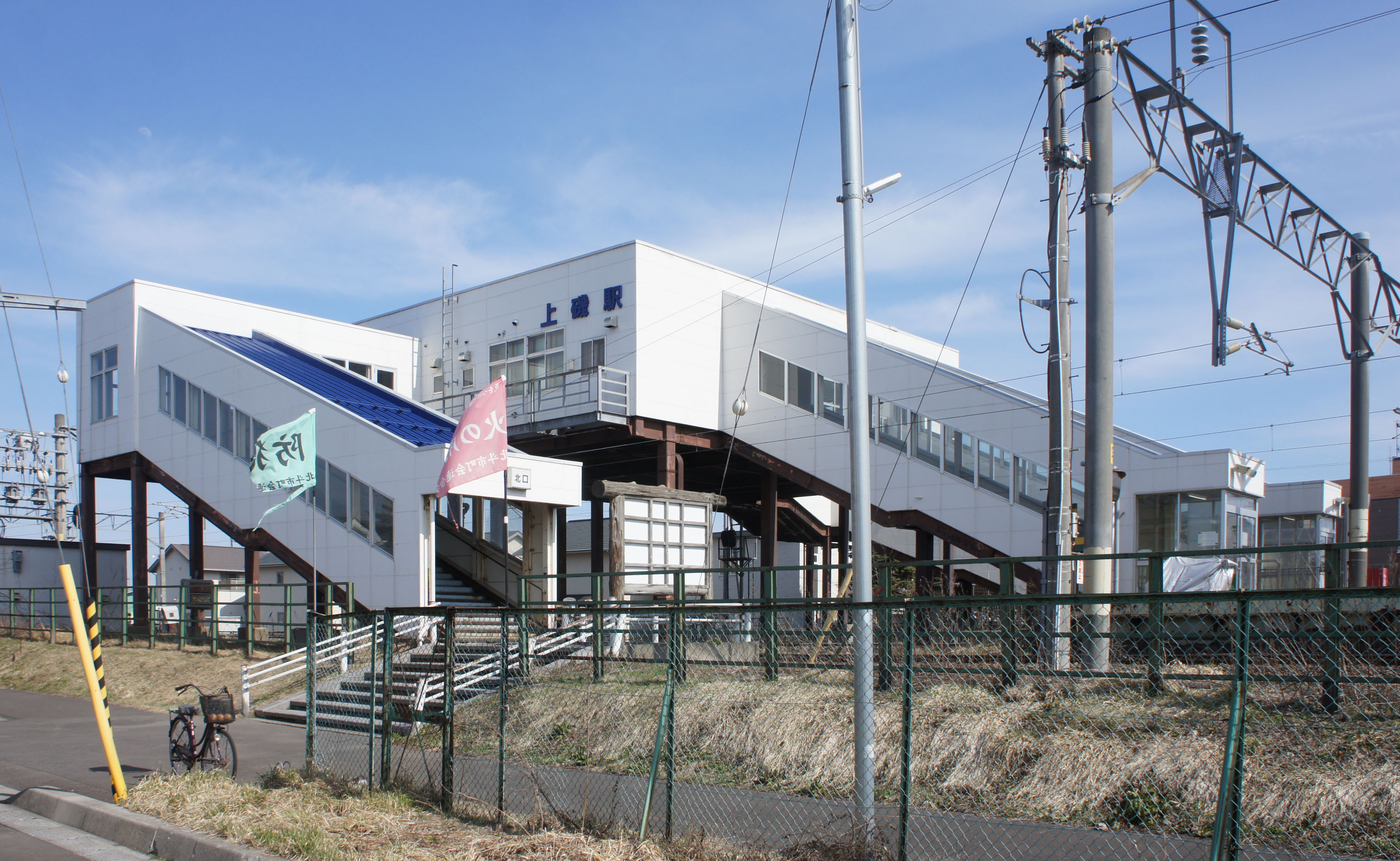
北口（2019年4月）

上磯駅（かみいそえき）は、北海道北斗市飯生（いなり）2丁目にある道南いさりび鉄道線の駅。電報略号はイソ。駅番号はsh07。日本国有鉄道・JR北海道における事務管理コードは▲141404。
旧・上磯町（現在は北斗市の一部）の代表駅であり、道南いさりび鉄道線の中間の主要駅でもある。同線を走る定期旅客列車の約半数は、上磯駅を函館駅からの終着駅あるいは函館駅への始発駅としている。日本国有鉄道（国鉄）時代には急行「えさし」「松前」の停車駅だった。北海道旅客鉄道（JR北海道）時代にも津軽海峡線の快速「海峡」の一部が停車していた。

## 歴史

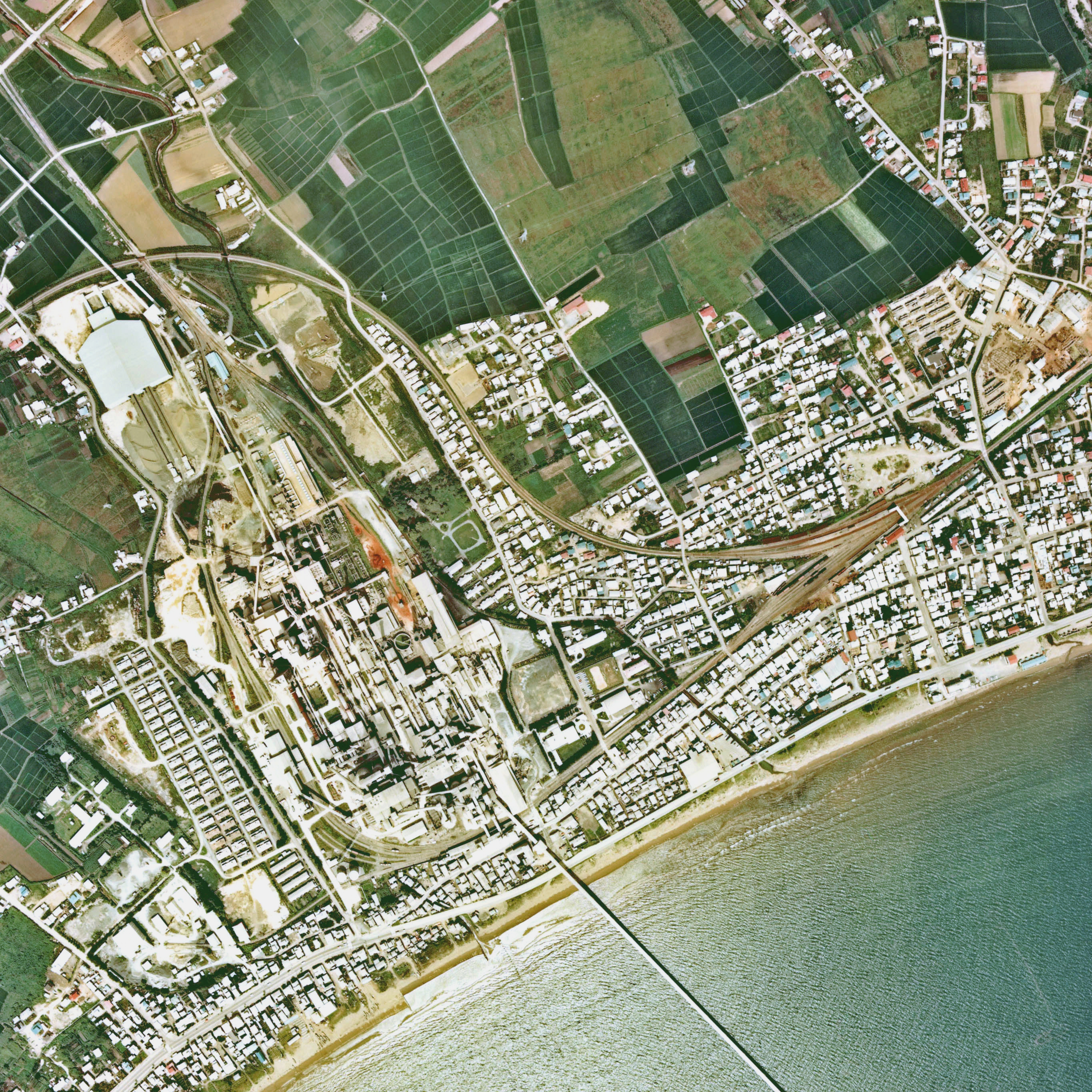
1976年（昭和51年）の上磯駅と日本セメント　上磯工場(当時)及び専用鉄道、周囲約1.5km範囲。左が江差方面。右手に当駅があり、当駅から左へ直進するのは工場へ向かう専用線。本線は工場を大きく迂回してループを描いて江差へ向かう。元々江差線の母体となった上磯線は、この1892年（明治25年）に操業を開始したセメント工場の物資輸送を大きな目的として敷かれた。このため構内は最初は駅舎前の単式ホームと工場用の留置線群だけであり、後に木古内まで延長することになって駅裏側の島式ホームが設置されたためにこの様な形になった。
専用線は海側の旧出荷場を通り抜けて北へ90°曲がって新出荷場へ向かっている。工場からは左上へ2つの原料鉱山、峩朗石灰石採掘場及び万太郎沢粘土採掘場に向けて、本線の下を潜って電気鉄道が敷かれている。写真左上で少しずつ2手に分かれているが、左へ向かうのが万太郎沢線、右が峩朗線。この内峩朗線は左手に並走するコンベアに1973年（昭和48年）から主力の座を奪われ、補助的な運用になっている。工場から海側へ突き出しているのは1970年（昭和45年）に新設されたタンカー積出用ドルフィンへのコンベア。

- 1913年（大正2年）9月15日：国有鉄道上磯軽便線の五稜郭駅 - 当駅間開通に伴い[10]、同線の駅として開業[5][6][1][3]。一般駅[11]。
- 1915年（大正4年）4月6日：北海道セメント工場（現在の太平洋セメント）への日本セメント上磯鉄道使用開始[12]。
- 1922年（大正11年）9月2日：上磯軽便線が上磯線に改称。
- 1928年（昭和3年）頃：木古内駅までの延伸第1期工事に伴い、構内を拡張。
- 1930年（昭和5年）10月25日：上磯線の当駅 - 木古内駅間延伸開業に伴い[10]、新ホーム使用開始。
- 1936年（昭和11年）11月10日：上磯線が江差線に改称[10]。
- 1949年（昭和24年）6月1日：日本国有鉄道法施行に伴い、日本国有鉄道（国鉄）に移管。
- 1960年（昭和35年）10月1日：準急「えさし」の停車駅となる[10][13]。
- 1980年（昭和55年）10月1日：急行「えさし」「松前」廃止に伴い、優等列車の停車がなくなる[13]。
- 1981年（昭和56年）5月28日：専用線発着を除く車扱貨物の取扱を終了[11]。
- 1984年（昭和59年）2月1日：荷物の取扱を終了[11]。
- 1985年（昭和60年）
  - 3月頃：日本セメント上磯鉄道が廃止。
  - 3月14日：貨物の取扱を全廃[1]。
- 1987年（昭和62年）4月1日：国鉄分割民営化に伴い、北海道旅客鉄道（JR北海道）に承継[11]。当駅を含む江差線の五稜郭駅 - 木古内駅間が自動閉塞化（CTC化）。
- 1988年（昭和63年）3月13日：海峡線（津軽海峡線）開業に伴い[14]、当駅を含む江差線の五稜郭駅 - 木古内駅間が電化（交流20,000V・50Hz）。快速「海峡」の一部（上下2本ずつ）停車駅となる。
  - この開業に伴い、貨物列車の待避などを考慮して駅構内の有効長を拡大（構内の待避線を延伸）するなどの工事が実施される。これによって、当駅開設以来の旧1番ホーム、専用線ヤードが撤去されたほか、駅舎が改築されて橋上駅となる。
- 1998年（平成10年）4月1日：業務委託駅となる[1]。
- 2002年（平成14年）12月1日：快速「海峡」廃止に伴い、定期列車は普通列車のみの停車駅となる[報道 1]。
- 2014年（平成26年）10月1日：業務委託先のジェイ・アールはこだて開発が北海道キヨスクに吸収合併され、法人格消滅[報道 2]。
- 2016年（平成28年）3月26日：北海道新幹線新青森駅 - 新函館北斗駅間開通に伴い[報道 3][報道 4]、当駅を含む江差線の五稜郭駅 - 木古内駅間がJR北海道から経営分離され、道南いさりび鉄道に移管[報道 5]。江差線は「道南いさりび鉄道線」に改称され[報道 6]、当駅はこれに合わせて無人駅となる[15]。

### 駅名の由来
アイヌ語の「カマ・イソ」（波をかぶる岩）に由来するという説と、北海道ではかつて西側のことを上と呼び、当地が函館市から見て西側（=上）の海岸（=磯）であることに由来するという説がある。

## 駅構造
単式ホーム1面1線と島式ホーム1面2線を持つ地上駅で、橋上駅舎を備える。なお、1番のりばは折り返し専用の行き止まり式のホームとなっており、このホームのみ非電化である。
JR時代は五稜郭駅の管理下にあり、ジェイ・アールはこだて開発が業務を受託する業務委託駅だったが、早朝・夜間は駅員が不在であった。みどりの窓口（営業時間7時45分 - 17時35分）、自動券売機が設置されていた。なお、道南いさりび鉄道への移管後は無人駅となるが、同社仕様の自動券売機が設置される。
かつては、駅の西側にある日本セメント（現・太平洋セメント）上磯工場への専用鉄道があったが、1985年（昭和60年）3月頃に廃止された。また、上磯工場と峩朗鉱山（石灰石鉱山）及び万太郎採掘場（粘土採掘場）を結ぶ鉱山鉄道もあったが、1989年（平成元年）に廃止された。これらの鉄道についての詳細は日本セメント上磯鉄道を参照。

### のりば
| のりば | 路線                | 方向 | 行先       | 備考     |
| ------ | ------------------- | ---- | ---------- | -------- |
| 1      | ■道南いさりび鉄道線 | 下り | 函館方面   | 当駅始発 |
| 2      | ■道南いさりび鉄道線 | 上り | 木古内方面 |          |
| 3      | ■道南いさりび鉄道線 | 下り | 函館方面   |          |

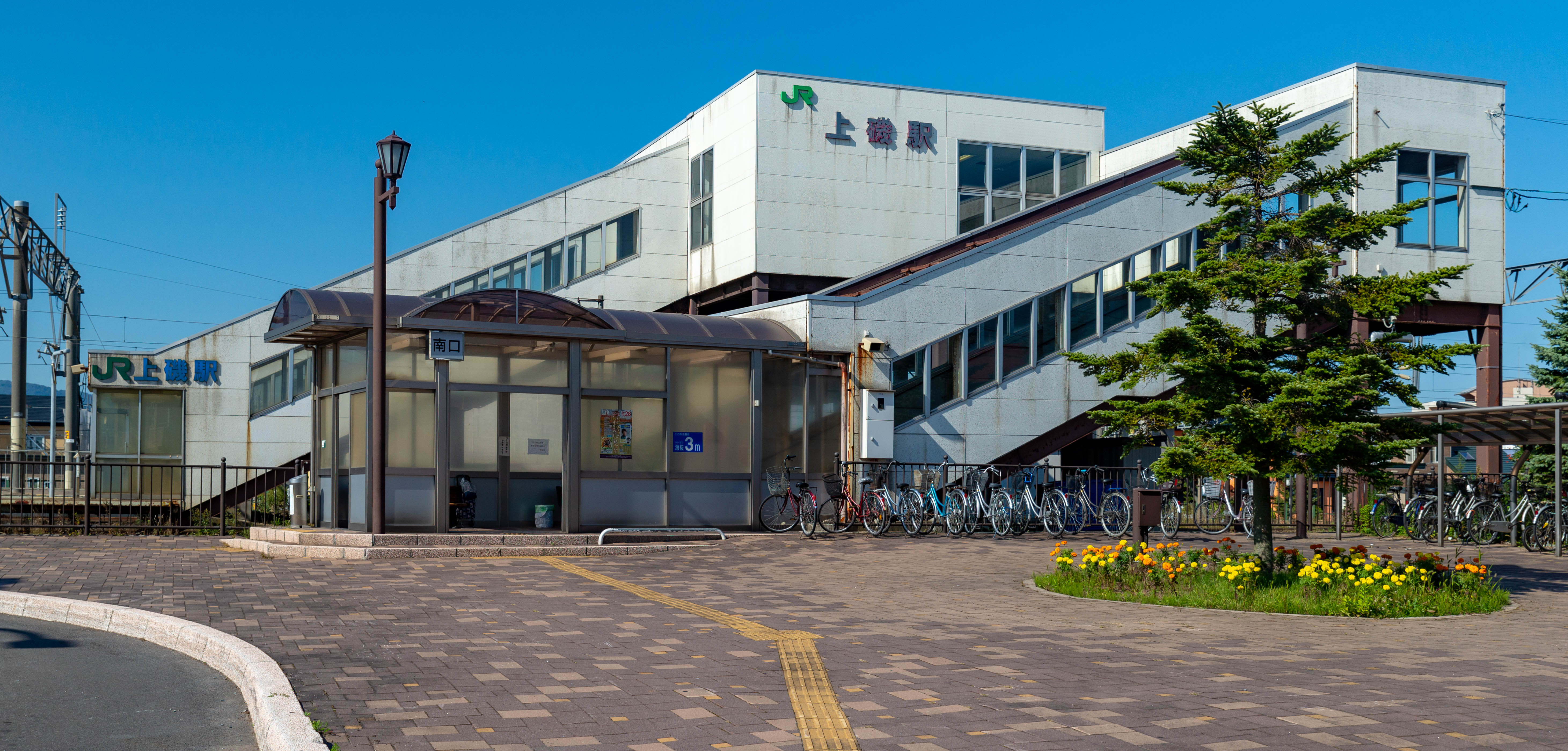
南口（JR時代、2014年9月）
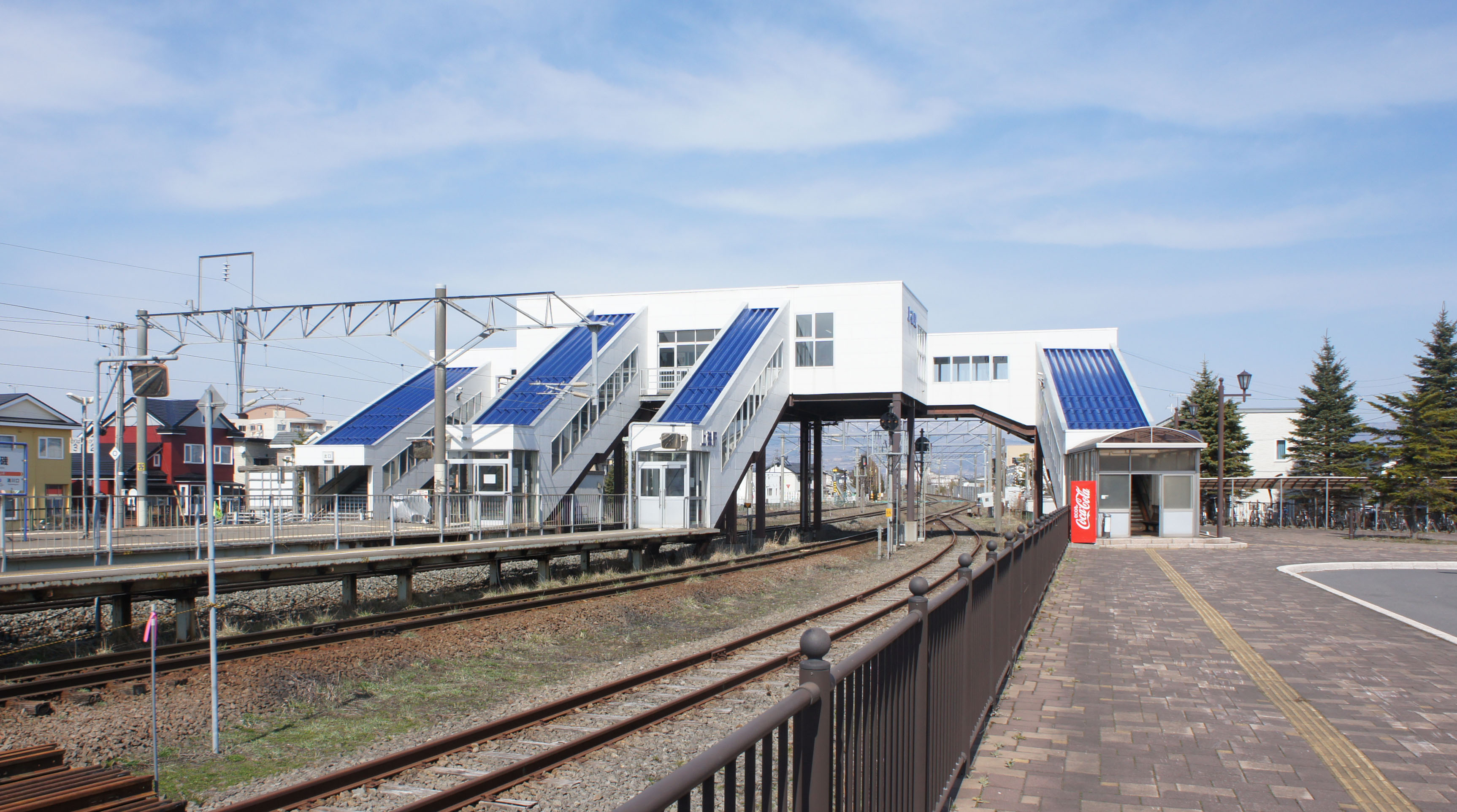
駅舎外観（2019年4月）
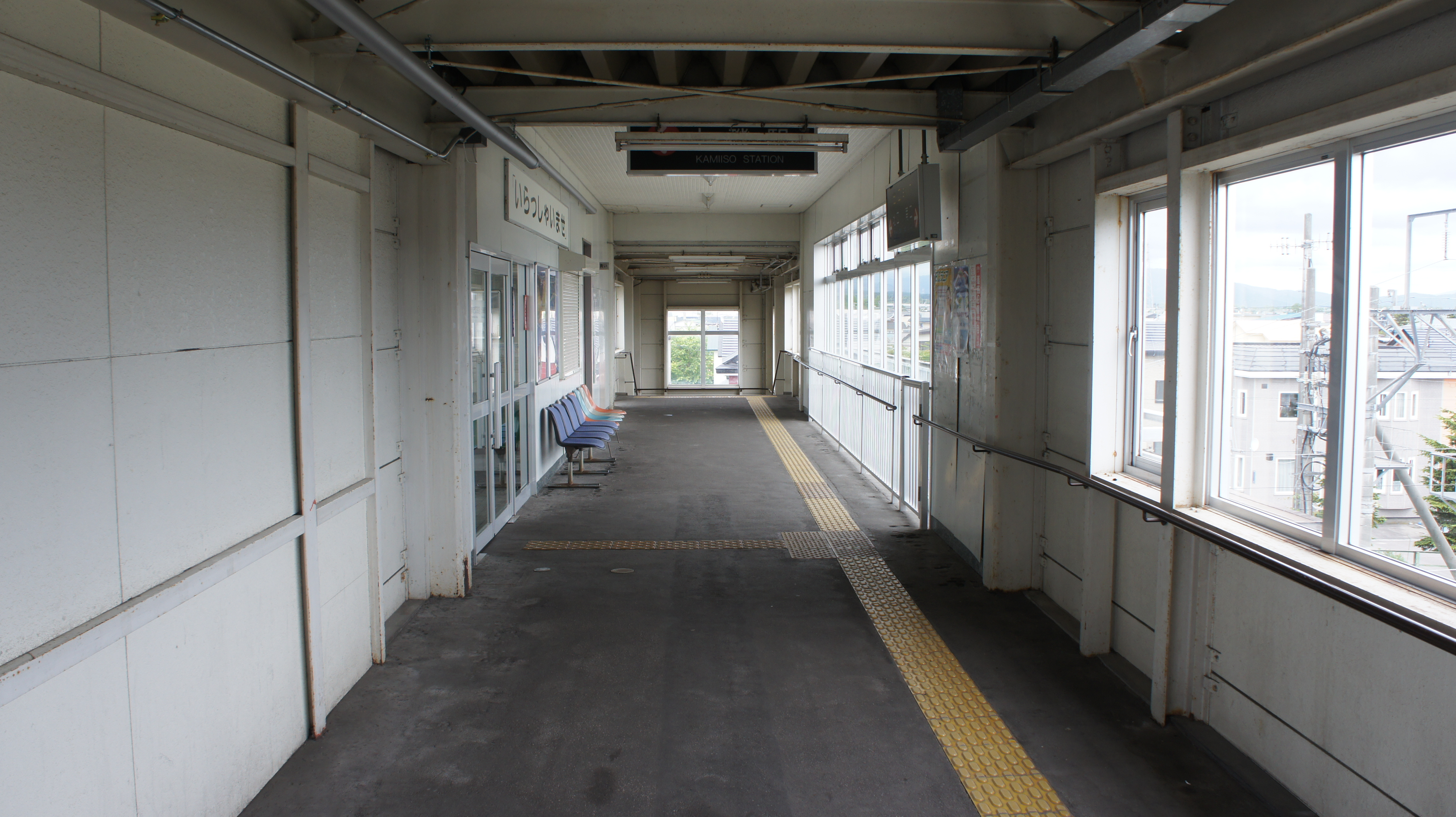
跨線橋（2018年6月）
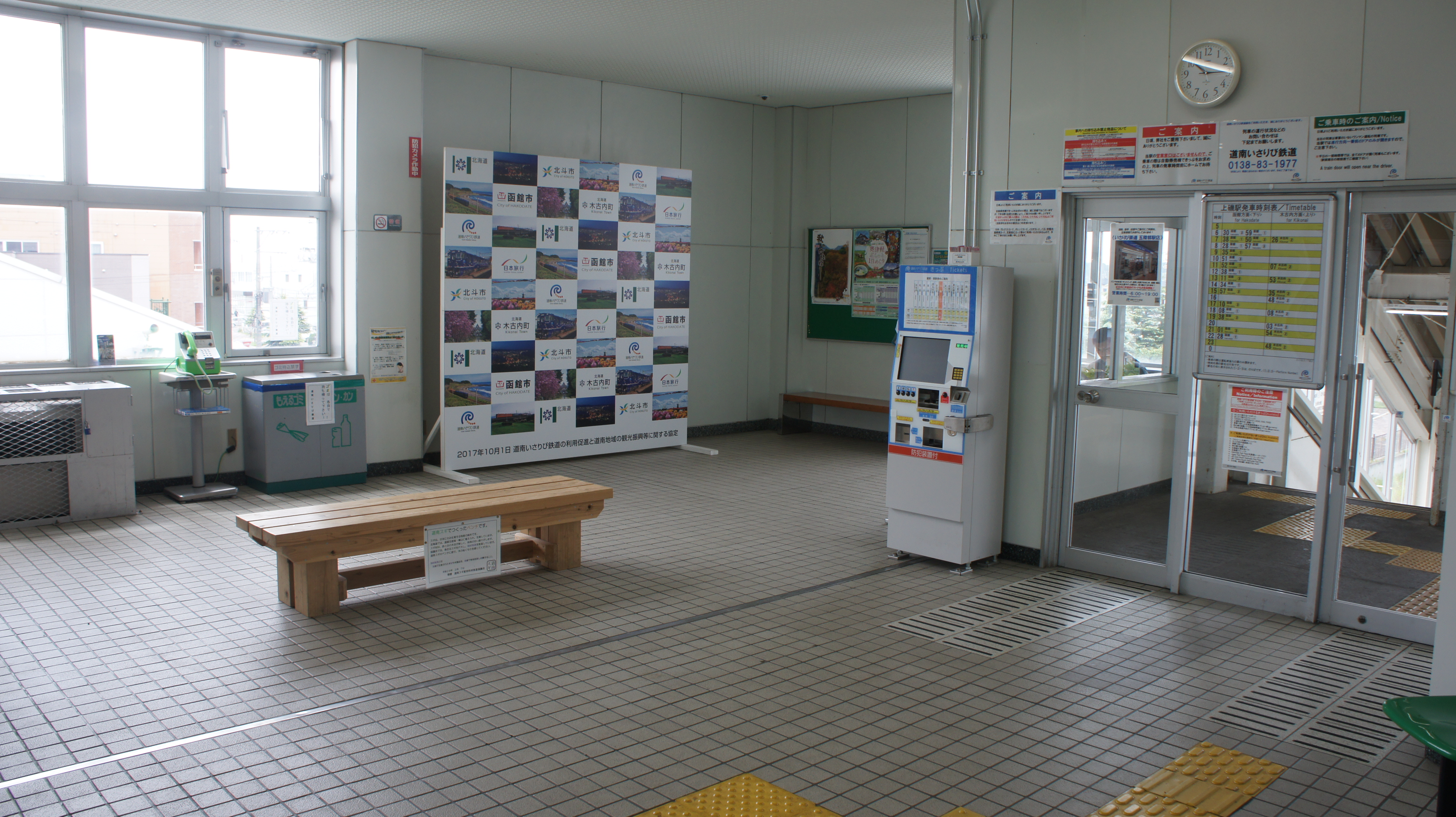
待合室（2018年6月）
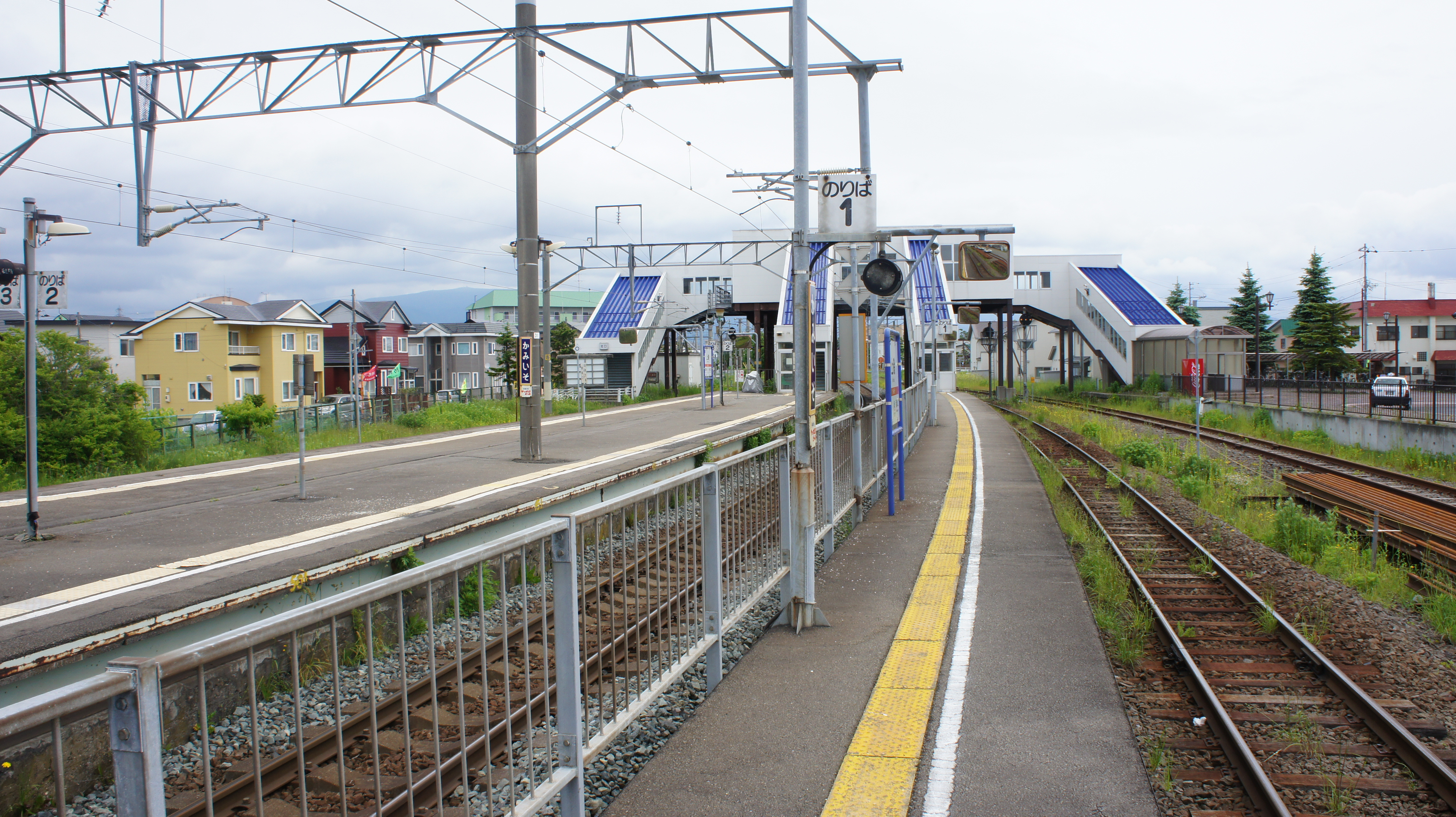
ホーム（2018年6月）

## 駅周辺
北斗市役所を含む北斗市中心部は、東へ1駅隣の清川口駅が最寄り駅である。
- 北海道道530号上磯停車場線
- 国道228号
- 函館中央警察署北斗交番
- 北斗郵便局
- 道南うみ街信用金庫北斗支店
- 新函館農業協同組合（JA新はこだて）上磯支店
- 上磯郡漁業協同組合上磯支所、上磯漁港、貝鮮焼 北斗フィッシャリー[16]
- 北斗市商業活性化センターエイド'03[2][新聞 1]
- 函館商工信用組合北斗支店（エイド'03内、2003年（平成15年）4月7日開店）[新聞 2]
- 太平洋セメント　上磯工場
- 函館バス「上磯駅前通」停留所（国道228号線沿い）[2]
- 函館バス「上磯駅前」停留所（商店街通り沿い）[2]
- ハセガワストア上磯店[17]
- スーパーとうかい北斗店（2011年（平成23年）10月20日開店）[新聞 3]
- ラッキーピエロ北斗飯生店[18]

## 隣の駅
道南いさりび鉄道
■道南いさりび鉄道線
茂辺地駅 (sh06) - （矢不来信号場） - 上磯駅 (sh07) - 清川口駅 (sh08)